# Brian Easdale
Brian Easdale (* 10. August 1909 in Manchester; † 30. Oktober 1995 in London) war ein britischer Komponist und Dirigent. Er schuf einige musikalische Werke für das britische Kino der 1940er, 1950er und 1960er Jahre. Darunter Kompositionen für Filme wie Die schwarze Narzisse, Die roten Schuhe, Panzerschiff Graf Spee oder Augen der Angst.

## Leben und Karriere
Brian Easdale wurde 1909 in Manchester geboren. Bereits mit 17 Jahren komponierte Easdale die erste seiner drei Opern mit dem Titel Rapunzel. Nach dem Besuch der Westminster Abbey Choir School studierte er am Royal College of Music unter der Anleitung seiner Lehrer Gordon Jacob und C. Armstrong Gibbs. Unter dem Dirigat seines Mentors Sir Malcolm Sargent wurde 1929 im Konzertsaal vom London Symphony Orchestra seine Komposition Dead March aufgeführt, die ein großer Erfolg wurde. Mitte der 1930er Jahre begann er für Kurzdokumentarfilme und Kurzfilme die Musik zu schreiben und während des Zweiten Weltkrieges bei der Royal Artillery arbeitete Easdale als Komponist für verschiedene Filmprogramme der Regierung. Nach dem Krieg löste er Allan Gray als Filmkomponist beim Regiegespann Michael Powell und Emeric Pressburger ab und komponierte 1947 für das Drama Die schwarze Narzisse seine erste Filmmusik für einen Spielfilm. Für das Musical Die roten Schuhe gewann er 1949 als erster britischer Komponist den Oscar und den Golden Globe für die Beste Filmmusik. Unter der Regie von Michael Powell und Emeric Pressburger entstanden in den Folgejahren weitere Scores, unter anderem die Musiken zu den Filmen Experten aus dem Hinterzimmer, Die schwarze Füchsin, Das dunkelrote Siegel oder Panzerschiff Graf Spee. Für den Regisseur Michael Powell komponierte er die Filmmusik zu dessen Filmen Augen der Angst und The Queen’s Guards.
Brian Easdale verstarb am 30. Oktober 1995 im Alter von 86 Jahren in London.

## Auszeichnungen
- 1949: Oscar in der Kategorie Best Music, Scoring of a Dramatic or Comedy Picture bei der Verleihung 1949 für Die roten Schuhe
- 1949: Golden Globe in der Kategorie Beste Filmmusik bei der Verleihung 1949 für Die roten Schuhe
- 1950: Venice Film Festival Award in der Kategorie International Award Best Score für Die schwarze Füchsin

## Filmografie (Auswahl)

### Kino
- 1947: Die schwarze Narzisse (Black Narcissus)
- 1948: Die roten Schuhe (The Red Shoes)
- 1949: Experten aus dem Hinterzimmer (The Small Back Room)
- 1950: Die schwarze Füchsin (Gone to Earth)
- 1950: Das dunkelrote Siegel (The Elusive Pimpernel)
- 1951: Der Verdammte der Inseln (Outcast of the Islands)
- 1952: The Wild Heart
- 1954: Sein größter Prozeß (The Green Scarf)
- 1956: Panzerschiff Graf Spee (The Battle of the River Plate)
- 1957: Eine Braut in jeder Straße (Miracle in Soho)
- 1960: Augen der Angst (Peeping Tom)
- 1961: The Queen’s Guards
- 1968: Happy Deathday

### Kurzfilme oder Dokumentarfilme
- 1936: Big Money (Kurzdokumentarfilm)
- 1937: Big Money (Kurzdokumentarfilm)
- 1937: A Job in a Million (Kurzdokumentarfilm)
- 1938: The HPO (Kurzfilm)
- 1939: Men in Danger (Kurzdokumentarfilm)
- 1941: Ferry Pilot (Kurzdokumentarfilm)
- 1956: Adventure On (Dokumentarfilm)
- 1978: Return to the Edge of the World (Kurzdokumentarfilm)